# Nordic walking

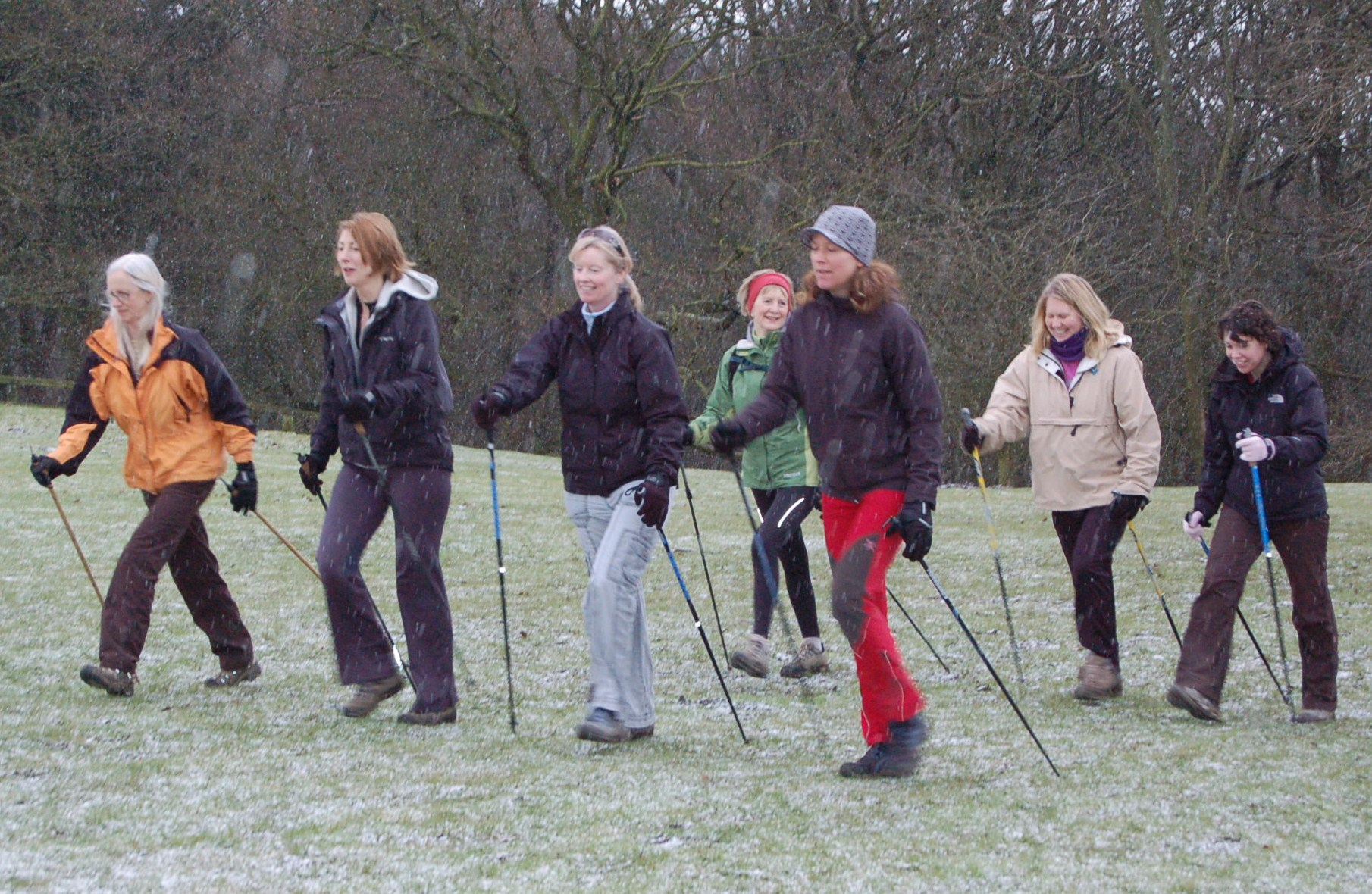
Praticantes de nordic walking em Ilkley, West Yorkshire.

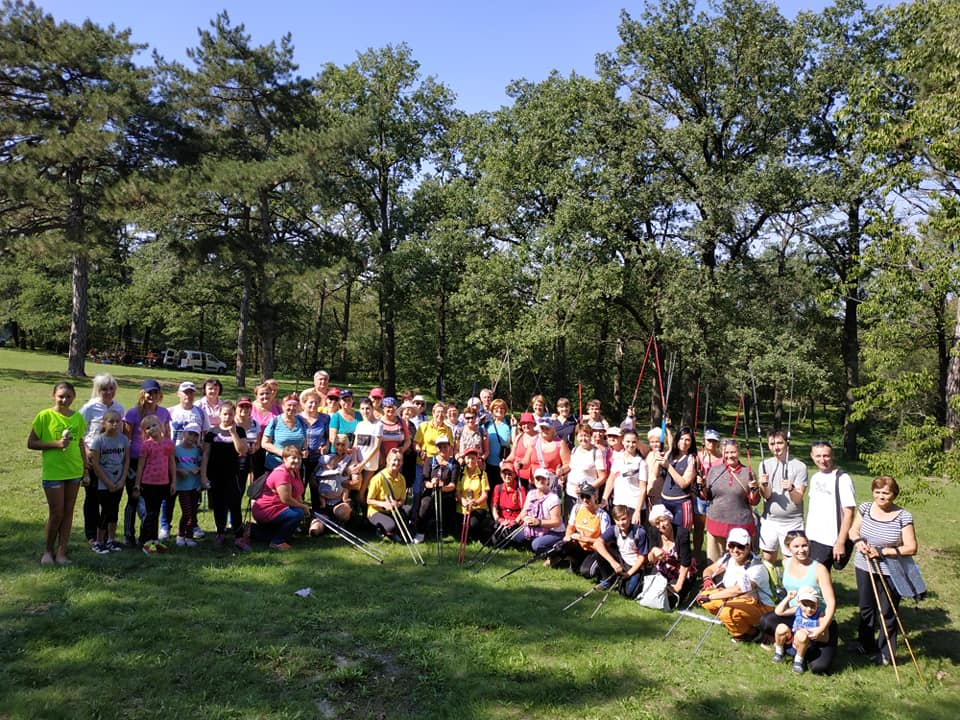

Nordic walking é uma modalidade desportiva no domínio do "Fitness" que tem vindo a ganhar popularidade na Europa nos últimos anos e que consiste na caminhada em qualquer tipo de terreno com o auxílio de dois bastões semelhantes aos utilizados no esqui.  Originalmente era praticada nos países nórdicos, em especial na Finlândia, como forma de manter o treino dos esquiadores durante a estação quente. Constatou-se que esta modalidade apresenta vantagens sobre a caminhada tradicional. A utilização de bastões liberta parte do esforço dos membros inferiores carregando os membros superiores exercitando assim uma maior percentagem da musculatura enquanto se caminha, em especial o tronco e membros superiores. O dispêndio calórico global é cerca de 40% superior ao da caminhada sendo adequado para indivíduos com problemas ao nível das articulações dos joelhos e ancas..